# یورگن استوک
یورگن استوک (انگلیسی: Jürgen Stock؛ زادهٔ ۴ اکتبر ۱۹۵۹) سیاست‌مدار اهل آلمان است. وی هشتمین دبیرکل سازمان پلیس بین‌الملل (اینترپل) از نوامبر ۲۰۱۴ است.

## اجلاس اینترپل
در ۱۸ نوامبر ۲۰۱۸ هشتاد و هفتمین مجمع عمومی سازمان پلیس بین‌الملل (اینترپل) در امارات متحده عربی در دبی برای انتخاب رئیس اینترپل آغاز شد. استوک در حاشیه این گردهمایی گفت: پس از آنکه منگ هونگوی رئیس پیشین اینترپل در سپتامبر ۲۰۱۸ در سفر به چین دستگیر و ناپدید شد، در حالیکه معاون وزیر کشور چین بود و همزمان رهبری اینترپل را به عهده داشت، ما برای انتخاب رئیس جدید اینترپل اجتماع داریم، همچنین تصمیم‌گیری کنیم در مورد پذیرش کوزوو به‌عنوان یک عضو کامل اینترپل.